# 食用系少女

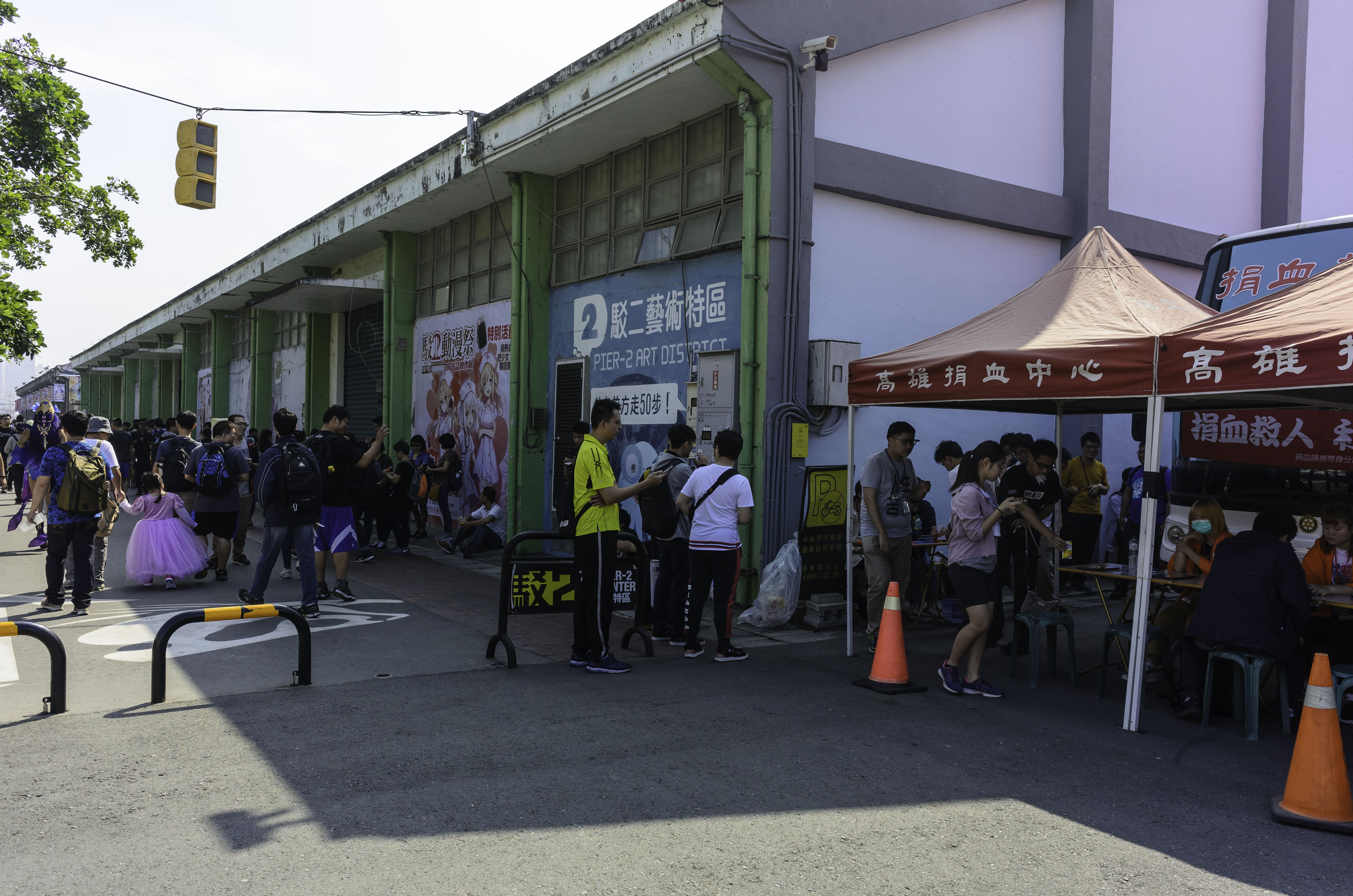
2019駁二動漫祭，食用系少女與台灣血液基金會高雄捐血中心合作玩家捐血活動

食用系少女（英語：You can eat the girl）（日语：／），為希萌創意於2018年西洋情人節（2月14日）提出，以傳統台灣小吃萌擬人化為主題的企劃。企劃原名為「果然在美食街尋求邂逅一定是哪裡搞錯了」，後來於6月23日推出第六位角色之後更名為現名，且發行一款同名遊戲軟體。
如同希萌創意的其他企劃，希萌創意發布了針對食用系少女角色相關二次創作的簡易規範，可以在非營利的狀況下進行二創相關行為（如編曲、Cosplay、繪圖、模型創作等），但實體周邊僅可以販售同人本。

## 角色介紹

### 主要角色
小圓
身高：148公分／體重：謎／生日：1月18日／星座：摩羯座／血型：O型／聲：七瀨彩夏
為小吃「珍珠奶茶」的擬人化。
外表看起來難以接近，不過對於自己認定的朋友非常照顧。與小光是好朋友，於網路上組成了「high calorie」偶像組合，固定於周末開台直播遊戲實況，擔當負責吐槽的角色，順便宣傳小吃街。
小光
身高：167公分／ 體重：謎／生日：11月22日／星座：射手座／血型：B型／聲：深川芹亞
為小吃「雞排」的擬人化。
作為大學生消夜的好夥伴，是個耳機不離身的電玩宅。身材雖然看起來肉肉的，但還是會在意自己飲食的高熱量而去運動。此外因為金髮的關係，有時會被誤認為不良少女，其實是個認真勤奮的好孩子。有「台灣人氣小吃女王」之稱，與小圓是好姊妹。
小滷
身高：145公分／體重：38公斤／生日：1月22日／星座：水瓶座／血型：O型／聲：水瀨祈
為小吃「滷肉飯」的擬人化。
曾經是家喻戶曉的好孩子。由於近年通貨膨脹、原物料上漲，為了維持品質而決定漲價。結果卻被客人抗議不再是平民美食而慘遭抵制。發現大家只在乎價格而忽略品質，也對人性感到失望。開始覺得認真努力也沒有任何意義，決心過著廢人般的生活，自此一頭栽入二次元的世界。
龍兒
身高：144公分／體重：40公斤／生日：6月24日／星座：巨蟹座／血型：A型／聲：野中藍
為小吃「小籠包」的擬人化。
個性認真嚴謹，做事循規蹈矩，為了帶給客人最好的用餐體驗，因此對SOP的堅持幾乎到強迫症的程度。說話相當毒舌，生氣起來會爆走，罵到對方後悔出生在這世界上，但事後多半會陷入是否要和對方道歉的懊惱之中。認識了小滷後經常以踢館之名去找她，自認為是小滷最好的朋友，視為值得敬重的對手。
果果
身高：152公分／體重：44公斤／生日：10月21日／星座：天秤座／血型：AB型／聲：佐藤聰美
為小吃「芒果冰」的擬人化。
美食街少女們經常前往聚會的冰果室看板娘。由於外貌年輕常常被誤認為是高中生，實際年齡未知。傳聞冰果室開業的時間比美食街更早，且冰果室的常客不管男女老少都認得這位「年輕的」看板娘，加上果果經常脫口說出美食街的歷史與佚事，讓人更好奇她的實際年齡。設定中只要氣溫過高，衣服就會融化，所以夏天很少離開店內。
叭噗
身高：150公分／體重：38公斤／生日：5月2日／星座：金牛座／血型：????
為小吃「叭噗」的擬人化。
經常騎著腳踏車在美食街叫賣的叭噗，在夏天是相當受到歡迎的角色。由於對炎熱天氣的抗性較差，叭噗以及其他姊妹們會輪流出來叫賣。腳踏車上的方形冰桶裡除了有美味的冰品外，似乎還隱藏了些神秘的道具，據說只有行家才知道如何向叭噗們購買。

### 只在遊戲內出現的角色
美食街會長
身高：175公分／體重：70公斤／生日：5月22日／星座：雙子座／血型：AB型
溫和友善、臉上總是掛著微笑。
BOSS
身高：173公分／體重：52.4公斤／生日：11月11日／星座：天蠍座／血型：O型
沉穩、內斂、心思縝密。認為金錢並非目的，而是實現目的的手段。此外不記仇，因為仇人都已不在世間。
絢櫻
身高：156公分(本體3.5公分)／體重：42公斤(本體10公克)／生日：2月21日／星座：生性浪漫的雙魚座／血型：AB型
為了推廣某漁港觀光，讓民眾夠多了解海洋生態與櫻花蝦的珍貴的觀光大使，時常出沒於美食街閒晃。
艾兒
身高：142公分／體重：0.0000531公斤／生日：4月19日／星座：沒有角的牡羊座／血型：A型
風靡萬人的空氣系偶像，存在感很低。平常經紀人為了維持她的身材，控制她的飲食，偶爾才會造訪美食街。是小滷的偶像。

### 追加角色
腐子
身高：147公分／體重：42公斤／生日：3月21日／星座：置身事外的牡羊座／血型：B型
為小吃「（炸）臭豆腐」的擬人化。
對身上散發出來的氣味感到驕傲，但只要被人說像是「沒洗澡」的味道就會暴怒。堅持好的臭豆腐必須用精選上好的黃豆製作，由於材料與時間上的限制，因此每日限量，有時還會不開店。不過部分客人懷疑是否是為了提早收攤回去打電動，對此本人嚴正否認。有時晚上會關店跟隔壁店的小滷一起玩遊戲，但不是小滷的對手，打電動也經常會卡關需要小滷幫忙。
蚵蚵
身高：156公分／體重：46公斤／生日：3月4日／星座：容易被誤解的雙魚座／血型：AB型
為小吃「蚵仔煎」的擬人化。
小吃街傳說中的最強存在，有著許多不可思議的事蹟，同時聽說創店時間之早連果果也要敬畏三分。但本人否認了這些說法，並回應只是一些加油添醋的故事不知為何都剛好匯集在她身上。由於評鑑時未開店，因此顧問仍未一睹其真面目。
小紅
身高：142公分／體重：38公斤／生日：5月17日／星座：金牛座／血型：O型／聲：門脇舞以
為小吃「紅燒牛肉麵」的擬人化。
小清的姐姐，某日突然搬到美食街附近，並展現出超越在地冠軍龍兒小籠包的高人氣。個性活潑外向，店內的經營由她主導，遇到奧客絕不低頭、據理力爭。
小清
身高：142公分／體重：38公斤／生日：5月17日／星座：金牛座／血型：A型／聲：名塚佳織
為小吃「清燉牛肉麵」的擬人化。
小紅的妹妹，個性害羞內向，店內大小雜事都由她打理，舉凡用餐環境整潔、餐具衛生、菜單設計等等。
雲兒
身高：155公分／體重：46公斤／生日：3月22日／星座：自信的牡羊座／血型：O型
為小吃「豆花」的擬人化。
小吃街上的老店之一，不起眼的小店卻有著整條營業額名列前茅的營業額。是沉著自信的實力派小吃精靈，不喜接納他人的建議，因此與小吃街上其他人的互動較少，但也不會主動找人麻煩。和腐子系出同源，對M屬性的腐子有著單方面的好感，雖然有想法但也只是默默的觀望著。不喜歡同是甜點精靈的果果擺出前輩的架子，也討厭話多的顧問。
酥兒&綿兒
身高：143公分／體重：35公斤／生日：6月6日／星座：好奇心滿滿的雙子座／血型：A型
為小吃「雙胞胎」的擬人化。
經營小吃街上的炸點路邊攤，對來往的客人會熱情招呼，姊妹屬於會主動進攻的類型。姊妹的分工，由雙馬尾的綿兒負責手打麵糰，單馬尾的酥兒處理油炸點心。喜歡能大口享用炸物點心的客人，聽說在深夜快收攤時會有買一送一的「特別招待」。

## 遊戲

### 食用系少女
本作中，玩家扮演的顧問角色和公司推出的前作《東津萌米 穗姬》較為不同，有較為明顯的預設性別立場，以採開放式的性別形象，方便玩家較為容易融入遊戲之中。
進行方式
遊戲玩法結合經營概念與美少女遊戲的概念，身為顧問的玩家，需要與三位美少女老闆培養感情，並且從聊天、發宣傳單以及研發新品三個方向下手。除了好感度、人氣、品質等影響遊戲進行的基本條件外，偶爾也會有顧客吵架、食安問題等突發事件讓玩家作出抉擇，這些事情也會影響到顧問本身的商譽，以及最終的結局。
軼事
在網路中流傳，官方有在論壇中釋出一版幽默版本，在進行到第28天第一次評鑑時會進入一段強制劇情，會被絢櫻質問「玩的是不是盜版」並強制結束遊戲。

### 食用系少女：美食內戰
劇情銜接前作的「真相結局」，於本作加入了週目標和陣營系統。在二代作品中顧問將面臨全新的競爭對手、多變的經營環境、錯綜複雜的好感事件，而腐子與蚵蚵將做為二代的重要輔助角色登場，協助顧問在遊戲中找到正確的經營方向。
本次故事之中，由一代出現過的芒果精靈－「果果」和小籠包精靈－「龍兒」晉升為女主角，與新角色牛肉麵雙子－小紅、小清，賭上自家店面展開一場激烈的對決。

### 食用系少女：小圓的手搖飲料店VR
本作故事接續在《食用系少女》，珍珠奶茶精靈－小圓順利擴展了手搖飲料店的版圖。但在某一天，新分店的工讀生突然因為中樂透而辭職了，因此只好叫顧問前來幫忙。
本作為希萌創意首次進行的VR遊戲實作，支援 HTC Vive 與 Oculus Rift 裝置。且支援 PC 模式，使沒有 VR 設備的玩家也可以遊玩。
進行方式
玩家必須於遊戲中的七天之內，向小圓學習製作各種飲料的製作方式，而茶葉、珍珠、牛奶等各式材料都必須從小圓「身上」獲取。同時要在有限的時間裡，完成招待客人的任務、達成客製化飲料的要求。

### Steam版本延後上架事件
因為食用系少女首作實體版的成功，希萌與Storia於2018年底開始持續進行在Steam上架的審核申請，然而送審三次皆被駁回。Steam拒絕回覆具體違反的圖像或劇情的部分，因此遊戲團隊決定將原定上架日改成無限期延遲上架，並將持續跟Steam溝通。而2019年中發布的最終送審版本遊戲剪影更預告對角色的體型進行了些許調整，希望能夠順利通過上架審查。若本次仍無法過審，將考慮放棄於Steam平台上架。2019年6月6日，遊戲正式在Steam平台發售。

## 出版書籍

### 輕小說
| 標題                                         | 東立出版社     | 東立出版社             | 東立出版社 | 東立出版社 |
| 標題                                         | 發售日期       | ISBN                   | 作者       | 插畫       |
| -------------------------------------------- | -------------- | ---------------------- | ---------- | ---------- |
| 食用系少女～不快點吃的話會融化唷 （全）      | 2019年1月19日  | ISBN 471-094-555-908-7 | D51        | Oneko      |
| 食用系少女～進擊的滷肉飯保衛戰！（全）       | 2019年6月27日  | ISBN 978-957-263-028-0 | 風聆       | Twinbox    |
| 食用系少女～超高卡路里少女激萌出道！（全）   | 2019年8月1日   | ISBN 978-957-263-768-5 | 值言       | 迷子燒     |
| 食用系少女～樂團少女Project火熱開催！（全）  | 2019年12月5日  | ISBN 978-957-264-468-3 | 值言       | KS         |
| 食用系少女～小圓的純天然珍奶限量發售！（全） | 2020年10月15日 | ISBN 978-957-265-697-6 | 值言       | Twinbox    |

## 代言
台南轉運站

## 外部連結
- 食用系少女 官方網站 （页面存档备份，存于）
- 食用系少女的Facebook專頁
- 食用系少女FoodGirls的X（前Twitter）（日語）
- 希萌創意行銷股份有限公司
- SimonCreativeTW(希萌創意)的X（前Twitter）（日語）
- YouTube上的希萌創意行銷股份有限公司頻道
- 官方LINE Store （页面存档备份，存于）